# Siphocampylus palilloanus
Siphocampylus palilloanus är en klockväxtart som beskrevs av Franz Elfried Wimmer. Siphocampylus palilloanus ingår i släktet Siphocampylus och familjen klockväxter.
Artens utbredningsområde är Peru. Inga underarter finns listade i Catalogue of Life.